# Rodolphe Muller
Rodolphe Muller (Livorno, 12 de agosto de 1876 - Paris, 11 de setembro de 1947) foi um ciclista profissional que defendeu as cores da Itália.

## Participações no Tour de France
- Tour de France 1903 : 4º colocado na classificação geral